# 丁格爾冰原島峰
64°31′S 57°23′W / 64.517°S 57.383°W
丁格爾冰原島峰（英語：Dingle Nunatak），是南極洲的冰原島峰，位於格雷厄姆地的斯諾希爾島，處於達伊冰原島峰以南2.8公里，現時由南極條約體系管理。